# Espingarda
|  | No s'ha de confondre amb espingarda de torsió. |

L'espingarda és una arma de foc que, segons el context, pot referir-se a:
- Peça lleugera d'artilleria, del gènere de les bombardes, emprada als segles xiv i xv.
- Arma de foc portàtil que substituí la colobrina de mà a mitjan segle xv però que s'emprà fins a la fi del segle xvi.
- Una escopeta de canó molt llarg amb l'ànima llisa i clau de pedra foguera, amb la caixa sovint treballada amb incrustacions, emprada pels descobridors que anaven amb Colom al segle xv i molt més tard pels nord-africans fins a mitjan segle xx.
- Canó d'artilleria, una mica més gran que el falconet.
- (Segle XV fins al Segle XIX) es tracta d'un fusell amb un canó molt llarg usat pels espanyols el segle XV[1] i molt més tard pels habitants del nord d'Àfrica.

En qualsevol cas s'entén que és una arma portàtil, que un sol home maneja i transporta sense dificultat.
Al començament del segle xiv convivien juntament amb altres canons d'artilleria marina com la bombarda. L'espingarda anava fixada a una llarga curenya de fusta sostinguda per una forquilla amb un cargol. Estava composta per dues peces, el mascle i la tomba. El mascle, que portava la càrrega de pólvora explosiva, es col·locava dins la tomba a la part posterior del canó, que contenia una gruixuda bola de pedra.
És possible que la colobrina de mà que era transportada per dos homes, i que va aparèixer a mitjan segle XV fos el precursor del fusell actual. L'espingarda (segle xv), que ja tenia culata per a recolzar-la en l'espatlla, i l'escopeta, que data de principi del segle següent, van ser perfeccionaments successius d'aquell giny barroer, aviat eclipsats per l'arcabús de metxa, el de roda i el de rastell.